# Massacre du cimetière de Kielce

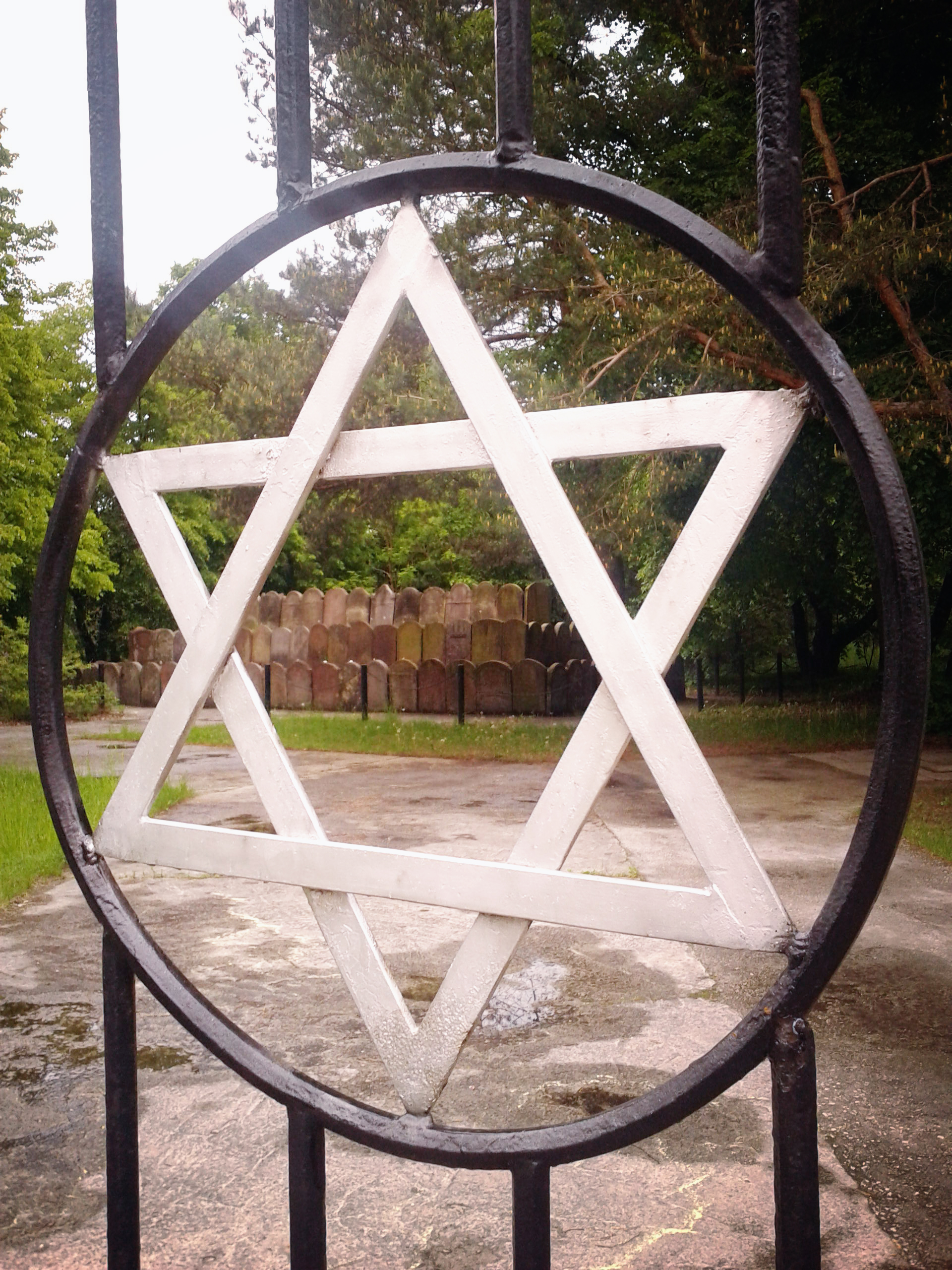
Cimetière de Pakosz à Kielce, Pologne. Porte d'entrée

Le massacre du cimetière de Kielce fait référence à l'action de la police nazie allemande qui a eu lieu le 23 mai 1943 dans la Pologne occupée pendant la Seconde Guerre mondiale, au cours de laquelle 45 enfants juifs qui avaient survécu à la liquidation du ghetto de Kielce et étaient restés avec leurs parents qui travaillaient dans les camps de travail forcé de Kielce, ont été rassemblés et amenés au cimetière de Pakosz à Kielce, en Pologne, où ils ont été assassinés par les forces de police paramilitaires allemandes. Les enfants étaient âgés de 15 mois à 15 ans.
Lors de la liquidation du ghetto, qui a débuté le 20 août 1942, 20 000 à 21 000 Juifs ont été embarqués dans des trains de l'Holocauste et envoyés au camp d'extermination de Treblinka. À la fin du 24 août 1942, il ne restait plus que 2 000 travailleurs qualifiés dans le camp de travail des rues Stolarska et Jasna, à l'intérieur du petit ghetto. Parmi eux se trouvaient des membres du Judenrat et des policiers juifs. En mai 1943, la plupart des prisonniers juifs de Kielce sont transportés dans les camps de travail forcé de Starachowice, Skarżysko-Kamienna, Pionki et Bliżyn. Les 45 enfants juifs assassinés au cimetière sont ceux qui sont restés dans le camp liquidé.